# Ермоленко, Сэм
Гай Аллен Ермоленко (англ. Guy Allen Ermolenko; род. 23 ноября 1960, Мейвуд, Калифорния), был известен как Сэм Ермоленко (англ. Sam Ermolenko) — бывший американский спидвеист. В 1993 году выиграл чемпионат мира по спидвею. Двухкратный победитель личного чемпионата Великобритании по спидвею (1991, 1994) в составе клуба Wolverhampton Wolves, за который провёл почти 600 матчей и набрал почти 6000 очков, став один из самых популярных гонщиков за всю историю клуба. Двухкратный чемпион США по спидвею по версии Американской мотоциклетной ассоциации (1993 и 1994).
Старший брат Чарльза «Дюки» Ермоленко, который также выступал в Великобритании и был чемпионом Британской лиги 1991 года.

## Карьера
Начав карьеру профессионального спидвеиста в 1983 году, Ермоленко выступал до 2005 года. 21 сезон, с 1983 по 2005, с перерывами в 1985 и 2000 годах, он провёл в Британской лиге и сменившей её Премьер-лиге. Помимо Великобритании Ермоленко также 14 сезонов провёл в шведских клубах, 11 сезонов выступал за польские клубы и 2 сезона в датских командах.

### До 1992 года
Заинтересовавшись мотокроссом, Ермоленко начал кататься на калифорнийских автодромах. Поскольку он выступал в красном костюме, а его семьи имела русские корни, бывший чемпион мира Барри Бриггс предложил для Ермоленко прозвище «Безумный русский» (The mad Russian), хотя считается, что самому Сэму оно не понравилось.
После первых успехов в Калифорнии Ермоленко переехал в Великобританию, чтобы участвовать в гонках за команду Британской лиги Poole Pirates в сезоне 1983 года. Вскоре он стал пользоваться большим успехом у болельщиков в Дорсете и его популярность ещё больше возросла в 1984 году, когда Ермоленко улучшил свой средний балл до 6,71.
В 1985 году Ермоленко совершил прорыв в своей карьере, сумев квалифицироваться на мировой финал 1985 года на стадионе «Одсал» в Брадфорде и был на волоске от завоевания титула чемпиона мира, проиграв во втором туре датскому дуэту Хансу Нильсену и (конечному победителю) Эрику Гундерсену.
В 1986 году Ермоленко вернулся в Великобританию после того, как присоединился к Wolverhampton Wolves в сезоне Британской лиги 1986 года. Он набрал в среднем 9,72 балла и зарекомендовал себя как один из ведущих гонщиков мира. Сэм выиграл Зарубежный финал 1986 года на пути к своему второму выступлению в финале чемпионата мира, где финишировал шестым. В следующем, 1987 году, он выиграл американский финал на пути к третьему финалу чемпионата мира подряд. Личный чемпионат мира по спидвею 1987 года проходил в течение двух дней, и во второй день Ермоленко лидировал, но всё его обогнал Ханс Нильсен, и Сэму вновь пришлось довольствоваться бронзой.
Ермоленко три сезона подряд (1986—1988) был лучшим по средним показателям в команде Wolverhampton Wolves. Он также снова выиграл американский финал на пути к четвёртому выступлению в финале чемпионата мира в датском Войенсе, где финишировал четвёртым. В 1989 году Ермоленко провёл отличный сезон, выиграв зарубежный и американский финалы, но повредил спину в ужасной аварии в ипподромных гонках и выбыл из строя более чем на шесть месяцев. Ермоленко не смог восстановиться к чемпионату мира 1990 года и не смог пройти американский раунд, финишировав 18-м из 20. Всё же он снова стал лучшим по средним показателям в Wolves в сезоне Британской лиги 1990 года и в сентябре помог США выиграть командный чемпионат мира по спидвею 1990 года.
В сезоне Британской лиги 1991 года Ермоленко помог Wolves завоевать титул, выиграл личный чемпионат Британской лиги, проходивший на стадионе «Одсал» 20 октября, и стал лиги лидером по средним показателям. Он финишировал 7-м на личном чемпионата мира по спидвею 1991 года. Следующий год также был успешным для Ермоленко: он выиграл как парный чемпионат мира, так и командный в качестве капитана команды США. Сэм также вновь стал лучшим по средним показателям сезона Британской лиги 1992 года и финишировал 8-м на личном чемпионате мира. В том же 1992 году Ермоленко стал выступать за Västervik Speedway в шведской элитной лиге и был лучшим в команде по средним показателям на протяжении 7 сезонов.

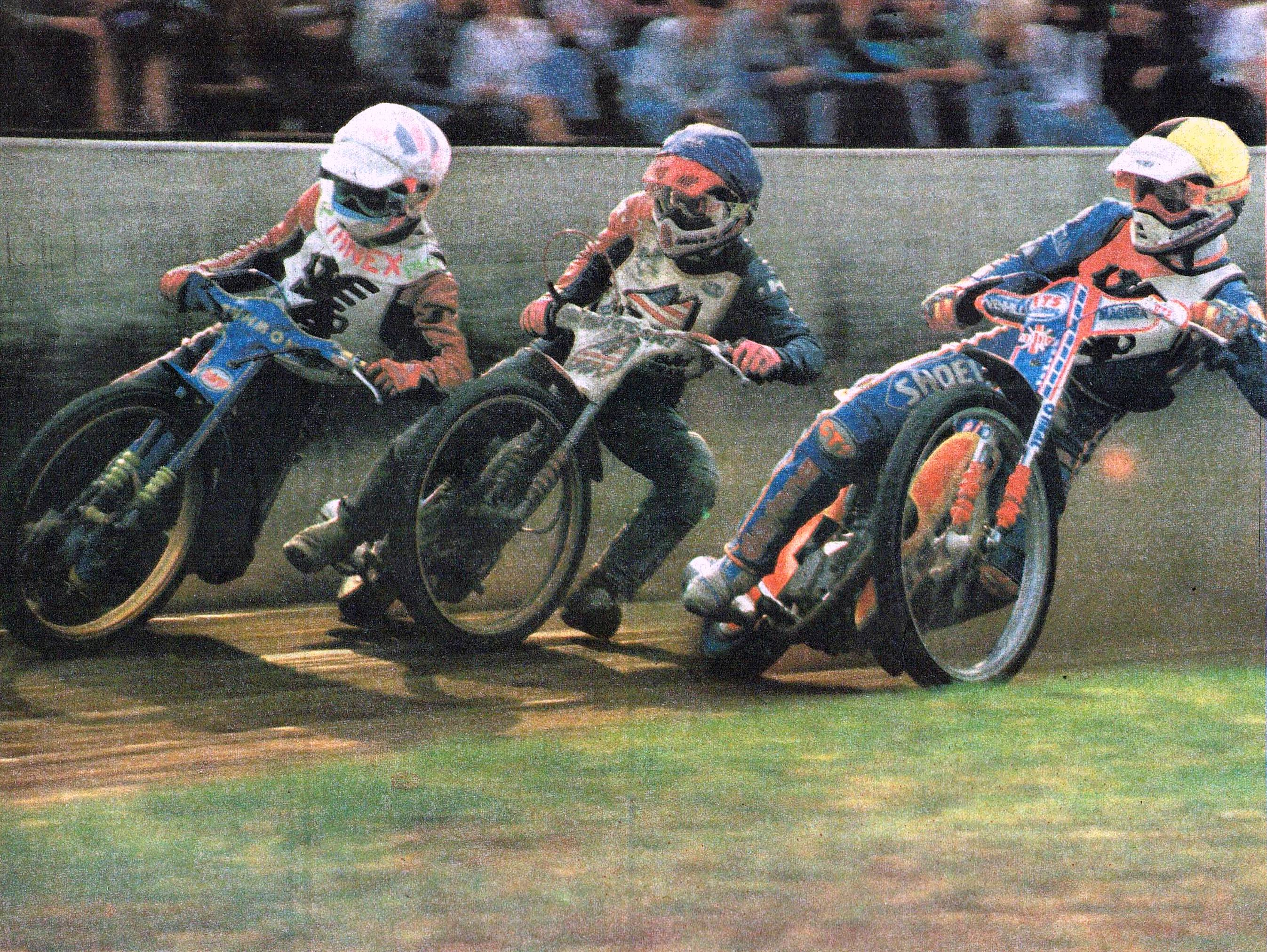
Сэм Ермоленко (в центре) в 1992 году.

### Чемпион мира 1993 года
В сезоне 1993 года должен был состояться последний из «разовых» мировых финалов перед введением мировой серии Гран-при, аналогичной серии MotoGP (на самом деле система Гран-при в спидвее начала действовать только в 1995 году). Ермоленко вновь стал одним из фаворитов предсезонной подготовки. На мировом финале в Поккинге (Германия) Сэм фантастически стартовал в турнире, выиграв свои первые три заезда. В 15-м заезде он встретился с другим претендентом на титул, трёхкратным чемпионом мира Хансом Нильсеном. На первом этапе гонки Нильсен сбил Ермоленко. В повторном заезде Ермоленко сбросил цепь на первом повороте, однако его соотечественник Билли Хэмилл врезался в него сзади и рефери принял неоднозначное решение провести повторный заезд с тремя оставшимися гонщиками. Ермоленко выиграл третий этап гонки и набрав 12 очков в своих 4 заездах мог позволить себе роскошь прийти последним в своём последнем заезде и при этом стать чемпионом мира.
После своего триумфа в финале личного чемпионата мира Ермоленко привёл команду США ко второй подряд победе в командный чемпионате и к серебру парного чемпионата. На командном чемпионате он обыграл своего старого соперника Нильсена в решающем заезде на родной трассе датчанина в Ковентри. Он также не проиграл, когда США провели в тестовую серию из трёх матчей против команды Англии. Также казалось, что Ермоленко снова приведет Wolves к триумфу в чемпионате, однако сломанная нога резко оборвала его сезон, и это в сочетании с травмами других ключевых членов команды означало, что Wolves упустили возможность выиграть чемпионат, заняв второе место.

### 1994—2005
Сезон 1994 года начался для Ермоленко поздно, так как он не сразу оправился от травм предыдущего сезона. Он снова прошёл квалификацию на мировой финал в Войенсе, выиграв по пути титул Overseas. Однако после спорного исключения в первом заезде он набрал всего 6 очков и финишировал с поля. Тем не менее, сезон завершился на высокой ноте: он привел Wolves к почётному третьему месту в лиге и 9 октября во второй раз выиграл личный чемпионат Британской лиги.
В 1995 году состоялся первый сезон Гран-при по спидвею. В своём первом Ермоленко стартовал Гран-при медленно, но после сильного завершения сезона он финишировал третьим в мире. Сезон 1996 года стал для него вторым и последним в серии Гран-при, он финишировал на одно место ниже автоматического квалификационного места в серии следующего года. В последующие годы Ермоленко несколько раз пытался снова пройти квалификацию на Гран-при, но, к сожалению, ему это не удалось. Однако он продолжал занимать видное место в британской лиге.
В 1996 году Ермоленко выступал за Sheffield Tigers и 19 октября выиграл на стадионе «Одсал» личный чемпионат Премьер-лиги по спидвею. Это была третья победа Ермоленко в личном чемпионате Великобритании, но ему очень повезло. Он прошёл в полуфинал, набрав всего 7 очков, но смог выиграть финал после того как у Криса Луи, лидировавшего на последнем круге, отказал двигатель.
В 1997 году Ермоленко выступал за команду Belle Vue Aces из Манчестера, а в 1998 году вернулся в Вулверхэмптон. Уже будучи трёхкратным победителем командного чемпионата мира по спидвею (1990, 1992 и 1993 годы), Ермоленко выиграл свой четвёртый титул в составе команды США в 1998 году. Это был шестой и последний чемпионат мира в его карьере.
В 1999 году Ермоленко помог Hull Vikings в их коротком пребывании в Элитной лиге, а затем вернулся в Вулверхэмптон, где выступал в 2000 и 2001 годах. В 2000 году он в четвёртый раз выиграл Зарубежный финал. 2002 год Ермоленко еще раз выступал за Belle Vue Aces, а в возрасте 42 лет снова присоединился к Wolves на сезоны 2003 и 2004 годов, прежде чем провести свой последний сезон в Peterborough Panthers в 2005 году. Помимо британского чемпионата он выиграл Открытый чемпионат Шотландии 2003 года, став четвёртым американцем после Уилбура Ламоро (1939), Грега Хэнкока (1991 и 1992) и Бобби Отт (1995) среди победителей турнира.
Ермоленко завершил карьеру после сезона 2005 года, в котором он выступал за Peterborough Panthers. В 2006 году он устроил прощальную встречу на стадионе «Монмор Грин» в Вулверхэмптоне.

## После карьеры
Закончив карьеру гонщика Сэм Ермоленко в 2006 году стал спортивным директором Reading Bulldogs и смог помочь клубу занять второе место в Элитной лиге. Позднее работал в Великобритании на Sky Sports репортёром на трассе, а иногда в студии, также настраивал двигатели для гонщиков. В 2019 году временно исполнял обязанности тренера Wolverhampton Wolves. В 2023 году он был назначен менеджером команды Birmingham Brummies, выступающей во второй уровне британской спидвея в чемпионате SGB.

## Достижения

### Личные
| Чемпионат мира по спидвею - 1-е место (1993) - 3-е место (1985, 1987, 1995) Зарубежный финал - 1-е место (1986, 1989, 1994, 2000) Чемпионат США - 1-е место (1993, 1994) Чемпионат Великобритании - 1-е место (1991, 1994, 1996) Открытый чемпионат Шотландии - 1-е место (2003) Wolverhampton Olympique - 1-е место (1987) | Командный чемпионат мира по спидвею - 1-е место (1990, 1992, 1993, 1998) Чемпионат мира по спидвею среди пар - 1-е место (1992) - 2-е место (1986, 1993) - 3-е место (1987, 1988) Чемпионат Британской лиги - 1-е место (1991) - 2-е место (1989, 1990, 1993) - 3-е место (1986, 1994) |